# Santiago (Nuevo León)
Santiago ist eine Stadt mit ca. 40.000 Einwohnern und Hauptort einer Gemeinde (municipio) mit ungefähr 45.000 Einwohnern im Bundesstaat Nuevo León im Nordosten Mexikos. Das kolonialzeitliche Stadtzentrum gehört bereits seit dem Jahr 2006 zu den Pueblos Mágicos Mexikos.

## Lage und Klima
Die Stadt Santiago liegt an einem von mehreren kleinen Flüssen gespeisten Stausee (Presa Rodrigo Gómez) in einem Tal der nördlichen Ausläufer der Sierra Madre Oriental ca. 36 km (Fahrtstrecke) südöstlich von Monterrey in ca. 445 m Höhe; der Golf von Mexiko ist ca. 200 km (Luftlinie) in östlicher Richtung entfernt. Das Klima ist gemäßigt bis warm; manchmal auch schwül; Regen (ca. 1000 mm/Jahr) fällt nahezu ausnahmslos im Sommerhalbjahr.

## Bevölkerung
| Jahr      | 2000   | 2005   | 2010   |
| Einwohner | 33.344 | 34.261 | 36.840 |

Die Bevölkerung besteht hauptsächlich aus Indigenen vom Stamm der Guachichilen sowie Mestizen. Gesprochen wird jedoch zumeist Spanisch.

## Wirtschaft
Traditionell betrieben die Spanier Viehwirtschaft, wohingegen die Indianer Mais und andere Gemüsepflanzen (Bohnen, Tomaten etc.) anbauten.

## Geschichte
Obwohl es bereits früher kleinere Indianer-Siedlungen und auch einige spanische Haziendas gab, gilt das Jahr 1648 als Gründungsjahr der Stadt Valle de Santiago de Guajuco; Stadtgründer war Diego Rodríguez de Montemayor, der Enkel des Konquistadors der zweiten Generation Diego de Montemayor. Aufgrund von Feindseligkeiten der zahlenmäßig deutlich überlegenen Einheimischen wurde der Ort von den Spaniern zwischenzeitlich verlassen und erst im Jahr 1670 neubesiedelt. Im Jahr 1831 erhielt die Stadt die vollen Stadtrechte (villa).

## Sehenswürdigkeiten
- Die um die Mitte des 18. Jahrhunderts erbaute zweitürmige, aber nur einschiffige Pfarrkirche Santiago Apóstol ist dem Apostel Jakobus d. Ä., dem Schutzpatron der Reconquista in Spanien und der nur wenige Jahrzehnte später beginnenden Conquista Mittel- und Südamerikas geweiht. Der Vierungsbereich der Kirche ist – wie in Mexiko üblich – von einer Kuppel überhöht.
- Das Rathaus (Palacio Municipal) stammt aus dem frühen 20. Jahrhundert.
- Am Ortsrand befindet sich der Wasserfall Cola de Caballo.

## Persönlichkeiten
- El Guajuco (1580–1625), bedeutender Häuptling der Gegend
- Kenia Lechuga (* 1994), Ruderin